# Séquence du cygne
Pour les articles homonymes, voir Cygne (homonymie).
La séquence du cygne ( incipit : Clangam, filii "Je crierai, mes fils") est une séquence, un poème en latin chanté intégré à la liturgie catholique romaine ; il date de la Renaissance carolingienne. Sa mélodie, Planctus cygni (« Lamentation du cygne »), reste populaire environ deux siècles après sa création.

## Argument
Dans la séquence, le cygne, ayant quitté la terre fleurie, vole sur l'océan démonté, se retrouve piégé au milieu de ses vagues terribles ; les nuages obscurcissent les étoiles. L'oiseau à bout de force craint de tomber : il y a là une réminiscence de Gottschalk d'Orbais, qui, dans son Ut quid iubes ?, a utilisé la métaphore de l'exil en mer pour décrire son état d'esprit aliéné. L'oiseau tente d'attraper des poissons, mais n'y parvient pas ; il regarde avec envie Orion : dans l'Odyssée (V, v. 121-124), Orion, aveuglé, retrouve la vue grâce aux rayons du soleil à l'aube. le cygne prie pour que les ténèbres soient remplacées par la lumière. C'est alors qu'Aurore se lève : le cygne s'élève vers les étoiles et vole vers la terre ferme. Tous les oiseaux se réjouissent, louent Dieu et chantent une doxologie
Le poème exprime la plainte de l'âme menacée par l'océan de la vie.

## Manuscrits
La Séquence du Cygne a été copiée dans le plus ancien séquentiaire de l'abbaye Saint-Martial de Limoges qui est daté des années 930 (BnF lat. 1240). Sa dernière apparition manuscrite figure dans le manuscrit normand de la British Library, BL Roy. 8 C XIII, vers 1100. Après cette date, la Séquence du Cygne n'est plus copiée.
Le poème goliardique du XIIe siècle Olim lacus, l'un des Carmina Burana, parodie peut-être la Séquence du cygne : cet animal y est rôti pour le dîner.

## Mélodie
Dans les manuscrits où elle apparaît sans texte, la mélodie s'appelle le Planctus cygni ("La complainte du cygne").
Elle est jouée pour les services religieux du dimanche à Limoges et Winchester au cours du Xe siècle. Au xie siècle, elle est jouée à l'occasion des Saints Innocents (le 28 décembre) ; au XIIe siècle, dans le sud de la France et le nord de l'Espagne, c'est un chant de la Pentecôte. Sa mélodie diffère significativement du chant grégorien et partage certaines caractéristiques avec le lai . Elle est similaire à une autre séquence, la Berta vetula du Winchester Troper.

## Analyse textuelle
Le registre de langue n'est ni soutenu (latin classique), ni familier. Deux néologismes (alatizo : "je bats des ailes", et ovatizans, "réjouissant") figurent dans le poème, formés à partir du grec. De manière plus générale, ce poème présente une énigme verbale et une expérimentation : Peter Dronke cite ce point commun avec une séquence galloise contemporaine Arbor eterna. Structurellement, le poème est syllabique. Son rythme est proparoxytonique et il comporte des rimes et des demi-rimes incohérentes ; il se termine systématiquement sur le son -a. Ce dernier trait (assonance) peut suggérer un lien avec l'Alléluia liturgique.
La séquence du Cygne, comme le reste de la littérature carolingienne, emprunte aux traditions patristiques exégétiques et liturgiques. Elle peut être considérée comme une théâtralisation de celles-ci ; Godman remarque qu'elle  est l'une des séquences liées les plus étroitement à sa "mère", la liturgie.
Pour les copistes médiévaux du texte, il s'agissait d'une allégorie de la chute de l'homme (allegoria ac de cigno ad lapsum hominis), à laquelle Peter Godman ajoute la rédemption. En 1962, le musicologue allemand Bruno Stäblein soutient qu'il a été composé à la fin du IXe ou au début du Xe siècle à partir d'une mélodie plus ancienne descendant d'un planctus germanique rituel pour un héros perdu ; Stäblein évoque des points communs avec Beowulf (lignes 3169ff). Godman nie toute relation avec le genre Beowulf (les images animales étant absentes dans les passages de deuil) et il propose un rapprochement avec les cérémonies entourant la mort d'Attila racontée par Jordanès dans l'Histoire des Goths, 49), ou bien le deuil de Patrocle tel que présenté par Homère (Iliade 24, 16).
Hans Spanke développe l'interprétation religieuse. Il remarque la ressemblance avec des séquences liturgiques et la présence d'une courte doxologie. Godman interprète le discours religieux d'ouverture en filii ("fils"). Il existe d'autres interprétations. Ainsi, l'allégorie du fils prodigue et l'adaptation du mythe grec des cygnes sacrés d' Apollon venant du nord en font partie.
L'imagerie aviaire exprimant une quête de l'âme ou de l'esprit est présente en littérature dès les Pères de l’Église, ainsi que dans la littérature carolingienne antérieure. Ce motif se rencontre dans Ambroise, Augustine et Alcuin, et dans les poèmes en vieil anglais The Wanderer et The Seafarer ;  dans Le Phénix de Lactance, dans les Dialogues (iv.10) de Grégoire le Grand, dans La Consolation de la philosophie (IV.i.1) de Boèce, et dans la Vita Sancti Gregorii Magni d'un moine de Whitby ( c. 704 – 714).